# Pier Tol
Pier Tol (Volendam, 1958. július 12. –) válogatott holland labdarúgó, csatár.

## Pályafutása

### Klubcsapatban
1975 és 1978 között az FC Volendam, 1978 és 1988 között az alkmaari AZ, 1988–89-ben a Fortuna Sittard, 1989–90-ben az SVV labdarúgója volt. Az alkmaari csapattal egy holland bajnoki címet és két kupagyőzelmet ért el. Tagja volt az 1980–81-es UEFA-kupa-döntős csapatnak.

### A válogatottban
1980 és 1982 között öt alkalommal szerepelt a holland válogatottban.

## Sikerei, díjai
AZ
- Holland bajnokság
  - bajnok: 1980–81
- Holland kupa (KNVB beker)
  - győztes (2): 1981, 1982
- UEFA-kupa
  - döntős: 1980–81

## Statisztika

### Mérkőzései a holland válogatottban
| Hollandia | Hollandia          | Hollandia                            | Hollandia   | Hollandia | Hollandia   | Hollandia    | Hollandia | Hollandia |
| #         | Dátum              | Helyszín                             | Hazai       | Eredmény  | Vendég      | Kiírás       | Gólok     | Esemény   |
| --------- | ------------------ | ------------------------------------ | ----------- | --------- | ----------- | ------------ | --------- | --------- |
| 1.        | 1980. október 11.  | Eindhoven, Philips Sportpark         | Hollandia   | 1 – 1     | NSZK        | barátságos   | -         | 68'       |
| 2.        | 1980. november 19. | Brüsszel, Heysel Stadion             | Belgium     | 1 – 0     | Hollandia   | vb-selejtező | -         | 27'       |
| 3.        | 1981. január 6.    | Montevideo, Estadio Centenario (URU) | Olaszország | 1 – 1     | Hollandia   | Mundialito   | -         | 77'       |
| 4.        | 1981. február 22.  | Groningen, Stadion Oosterpark        | Hollandia   | 3 – 0     | Ciprus      | vb-selejtező | -         | 57'       |
| 5.        | 1982. április 14.  | Eindhoven, Philips Sportpark         | Hollandia   | 1 – 0     | Görögország | barátságos   | -         |           |
|           | Összesen           |                                      |             | 5         | mérkőzés    |              | 0         | gól       |